# فوگ در سل مینور (BWV 578)

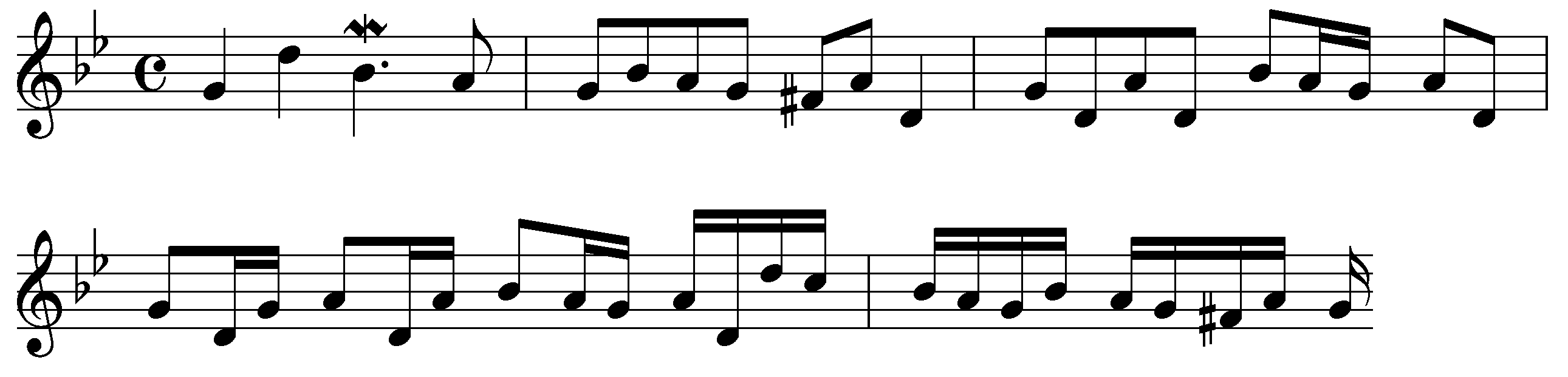
نت فوگ در سل مینور

فوگ در سل مینور (BWV 578578) اثری از موسیقیدان آلمانی یوهان سباستیان باخ، آهنگسازِ مشهور دوره باروک است که در هنگام اقامتش در آرنشتات (از سال ۱۷۰۳ تا ۱۷۰۷) نوشته شد. این اثر که برای ارگ و با ساختار فوگ نوشته شده‌است از جمله معروف‌ترین آثار ارگ و فوگ باخ می‌باشد به طوری که تنظیم‌های متفاوتی از جمله تنظیمی ارکسترال از لئوپولد استوکوفسکی برایش نوشته شده‌است. همچنین این اثر با نام فوگ کوچک در سل مینور جهت ایجاد تمایز با دیگر فوگِ معروف باخ که در سل مینور نوشته شده‌است (فانتازیا و فوگ بزرگ در سل مینور)، معروف است.